# アラペシュ族
アラペシュ族（アラペシュぞく、Arapesh）は、パプアニューギニアに住む少数民族である。武力で抗争することはない。

## 居住地
ニューギニア北部のセピック川河口から内陸部の山岳平野にかけて住んでいる。

## 生活
河岸部ではサゴヤシ澱粉を主食とし、魚類も摂取している。山間部ではタロイモを主食としており、生活は河岸部の同族より貧しい。
奥地平野のアラペシュ族はタバコを栽培し、アベラム族と交易している。凝った交換制度があり、ブタや真珠貝を交換し合う。

## 言語
トリチェリ語族に属するアラペシュ諸語を話す。このうち山岳アラペシュ語（ブキイプ語）、南部アラペシュ語（ムヒアン語）、Abu’ Arapesh (en) の三つはパプア諸語にしては珍しくSVO型の語順であることが確認されている。名詞は13個の性を持つ。

## 宗教
祖先の亡霊を崇拝し、たいがいの不幸は誰かが魔法をかけたからと考えている。